# Margaret River (West-Australië)
Margaret River is een plaats in de regio South West in West-Australië in de vallei van de gelijknamige Margaretrivier. Het ligt 227 kilometer ten zuiden van Perth. In 2021 telde Margaret River 8.918 inwoners.

## Geschiedenis
Margaret River is genoemd naar de rivier die genoemd werd naar Margaret Whicher, de nicht van pionier John Garrett Bussell die Busselton stichtte. De naam komt voor het eerst voor op een kaart van de regio uit 1839. Voor de Britse kolonisatie werd de regio bewoond door de Nyungah. De eerste Britse kolonisten kwamen aan in 1850. De houtkap ving aan vanaf 1870. In 1910 had het plaatsje reeds een hotel. Het hotel deed ook dienst als postkantoor.
Na de Eerste Wereldoorlog werd een Group Settlement Scheme opgestart door de regering van West-Australië in de hoop migranten aan te trekken om boerderijen op te richten. In 1922 vestigden zich een honderdtal mensen in de regio. Begin jaren 1920 werd een spoorweg tussen Busselton en Margaret River aangelegd en 1925 werd de lijn tussen Margaret River en Flinders Bay geopend.

## Wijnregio

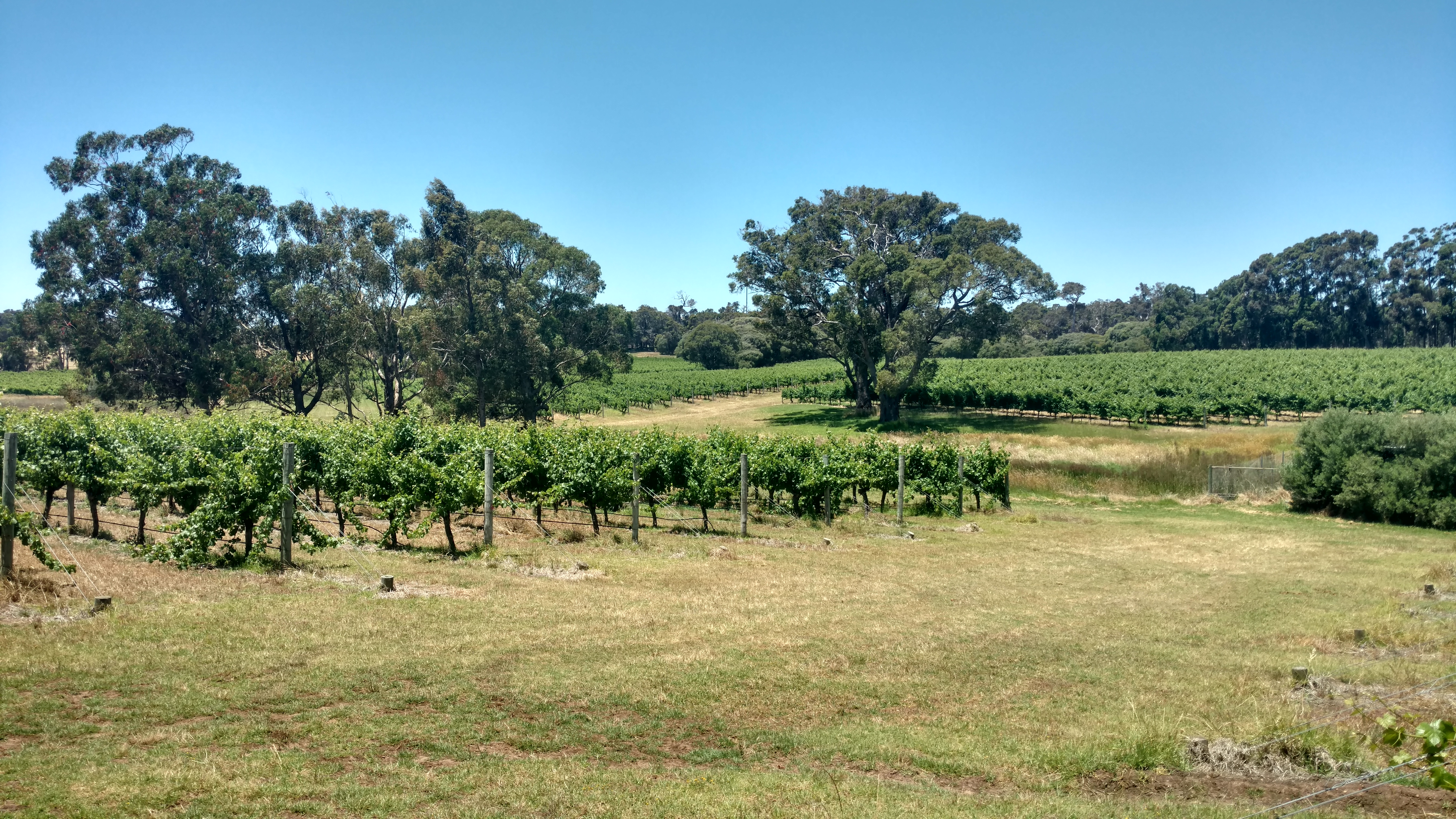
Margaret River Hay Shed Hill wijngaard 2016

Margaret River is een van de belangrijkste wijngebieden in het zuidwesten van West-Australië en telde in 2008 bijna 55 km² wijngaard, goed voor 138 wijngoederen. Deze zijn voornamelijk van boetiek-grootte maar er zijn evengoed zeer kleine (3,5 ton per jaar) als zeer grote wijngoederen (7000 ton per jaar). De regio produceert maar 3% van de totale druivenoogst doch die is goed voor meer dan 20 procent van de Australische premium wijnmarkt.
Het wijngebied strekt zich een honderdtal kilometer uit van noord naar zuid en 27 kilometer in de breedte. In het oosten wordt het gebied begrensd door de Leeuwin-Naturaliste heuvelrug tussen kaap Leeuwin en kaap Naturaliste. In het westen door de Indische Oceaan. Het mediterraan klimaat, zonder extreme zomers of koude winters, zorgt voor ideale groeiomstandigheden. Het klimaat wordt beschreven als vergelijkbaar met dat van Bordeaux in een droog wijnoogstjaar. De vochtigheidsgraad is ideaal tijdens de groeiperiode en samen met het klimaat, de bodem en de wijnbouwpraktijken leidt dit voortdurend tot druiven van hoge kwaliteit en intense smaak. De jaarlijkse wijnoogstresultaten overtreffen dan ook steeds de verwachtingen en versterken de reputatie van Margaret River als een van de premium wijnproducerende regio's in de wereld.
De belangrijkste druivenvariëteiten uit de regio zijn vrij gelijkmatig verdeeld tussen rood en wit: Cabernet Sauvignon, Chardonnay, Sauvignon Blanc, Syrah, Merlot, Chenin Blanc en Verdelho.

## Grotten

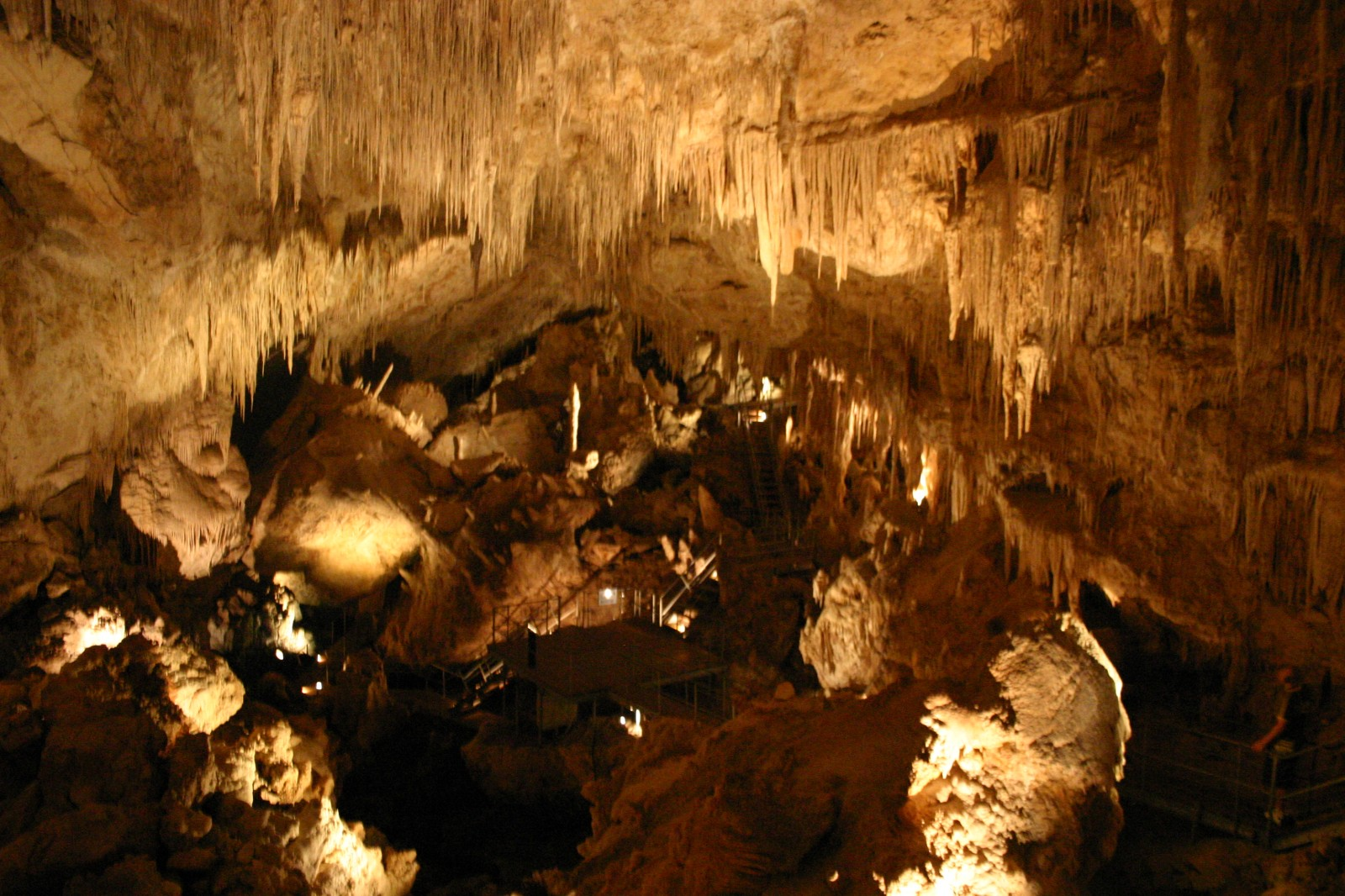
Mammothgrot maart 2006

Er bevinden zich honderden grotten nabij Margaret River. Ze liggen allemaal in het nationaal park Leeuwin-Naturaliste. Zes ervan zijn toegankelijk voor het publiek. Een ervan is de meerkamerige Mammothgrot die 21 kilometer ten zuiden van het plaatsje ligt en fossielen bevat die 35000 jaar oud zijn. De grot werd ontdekt door Europese kolonisten in 1850 en is publiek toegankelijk sinds 1904. Men kan de grot bezoeken gebruik makend van een audiotour. Het is een van de enige grotten in Australië die deels toegankelijk is gemaakt voor mindervaliden.
De andere vijf voor publiek toegankelijke grotten zijn de Jewelgrot, de Lakegrot, de Ngilgigrot, de Calgardupgrot en de Giantsgrot.

## Sport

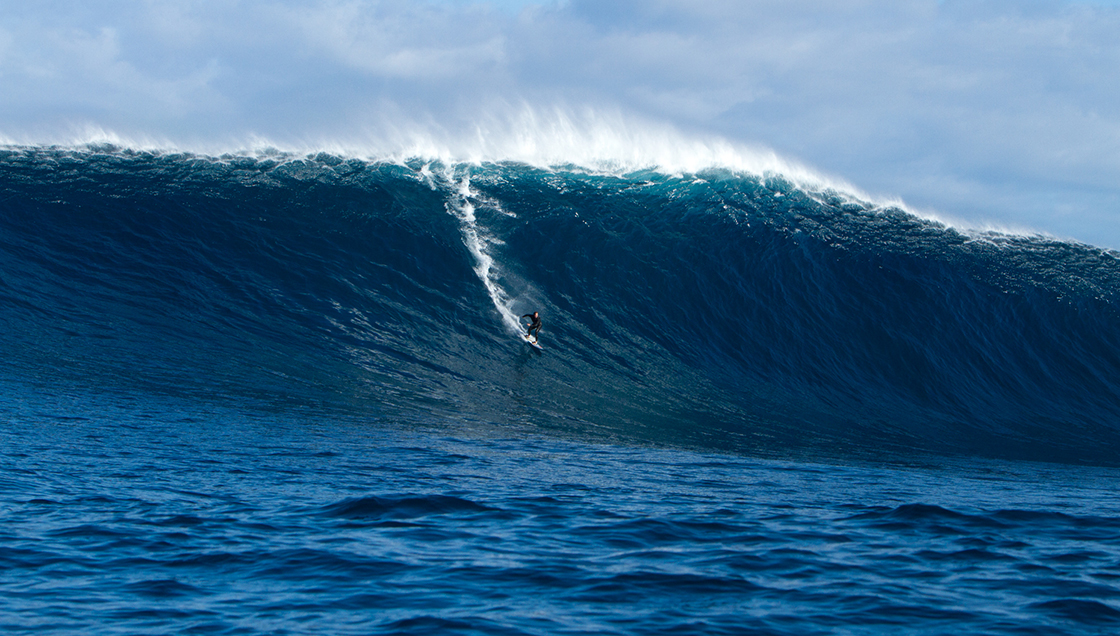
Mick Corbett surft Cow Bombie

### Surfen
De Margeret River regio heeft 130 kilometer kustlijn met 75 breaks. De meeste surfwedstrijden worden gehouden aan surferspoint in de buurt van Prevelly aan de monding van de Margaretrivier. De Cowaramup Bombora Break ("Cow Bombie") produceert een van de grootste golven in Australië en ligt 2 kilometer in zee.

### Tennis
In 2013 en in 2014 deed het internationaal vrouwentennis Margaret River aan als onderdeel van de ITF Pro-Tour.

## Verkeer en vervoer

### Vliegveld
Margaret River Airport (IATA: MQZ, ICAO: YMGT) ligt ongeveer 3 km ten noordoosten van Margaret River. Het vliegveld heeft een start-/landingsbaan van asfalt (lengte 1200 m, breedte 30 m) op een hoogte van 111 m boven zeeniveau met evenwijdig daaraan een taxibaan.
Tussen 1999 en 2001 werden er lijndienstvluchten onderhouden naar Perth via Busselton, maar tegenwoordig wordt het vooral gebruikt door privé-vliegtuigen en de Royal Flying Doctor Service.

### Autoverkeer
Margaret River is over de weg bereikbaar via de State Route 10 ("Bussell Highway"), die Bunbury verbindt met Augusta. Om het centrum van Margaret River van doorgaand verkeer te ontlasten is in 2019 een rondweg aangelegd.
De weg langs de kust (Caves Road) maakt deel uit van de Tourist Drive 250 welke Busselton verbindt met Augusta.

### Openbaar vervoer
Met de bus is Margaret River bereikbaar vanuit Perth en Pemberton. Twee keer per dag doet de SW1-busdienst van Transwa de centrale bushalte aan de Charles West Avenue aan. De busmaatschappij South West Coach Lines rijdt vier keer per dag naar Busselton en (met een overstap) naar Perth.

## Klimaat
Margaret River kent een gematigd mediterraan klimaat, Csb volgens de klimaatclassificatie van Köppen. De gemiddelde jaarlijkse temperatuur bedraagt 16,4 °C en de gemiddelde jaarlijkse neerslag 1.082 mm.
| Maand                                  | jan  | feb  | mrt  | apr  | mei   | jun   | jul   | aug   | sep   | okt  | nov  | dec  | Jaar  |
| -------------------------------------- | ---- | ---- | ---- | ---- | ----- | ----- | ----- | ----- | ----- | ---- | ---- | ---- | ----- |
| Gemiddeld maximum (°C)                 | 25   | 25   | 24   | 22   | 19    | 17    | 16    | 16    | 17    | 18   | 21   | 23   | 20,2  |
| Gemiddeld minimum (°C)                 | 14   | 13   | 13   | 11   | 10    | 9     | 8     | 8     | 9     | 9    | 11   | 13   | 10,7  |
|                                        |      |      |      |      |       |       |       |       |       |      |      |      |       |
| Neerslag (mm)                          | 20,0 | 22,0 | 36,0 | 56,0 | 163,0 | 214,0 | 211,0 | 160,0 | 101,0 | 75,0 | 39,0 | 26,0 | 1.123 |
| Bron: Australian Bureau of Meteorology |      |      |      |      |       |       |       |       |       |      |      |      |       |